# 方琼 (歌手)
方琼（1965年—），湖南岳阳人，中国内地女歌唱家、声乐教育家，上海音乐学院声乐歌剧系主任、教授、博士生导师，中国民族声乐研究会副会长，上海音乐家协会声乐委员会副主任。

## 生平
1982年拜中国音乐学院声乐系教授泰斗金铁霖为师。1984年考入上海音乐学院，师从王秀云、郑倜等教授。1988年大学毕业后先后担任上海交响乐团、上海歌剧院独唱演员，后得著名花腔女高音周小燕悉心指导。1996年，获第七届中国中央电视台全国青年歌手电视大奖赛民族唱法专业组第一名。1998年，因演唱电视剧《还珠格格》中《今天天气好晴朗》、《长相忆》、《山水迢迢》等插曲（收录于《还珠格格音乐全纪录》）而为人熟知，先后为《茶马古道》、《理发师》、《刑警803》等二十多部影视剧演唱主题曲或插曲。2000年，以国家公派访问学者身份在美国马里兰大学学习。2001年起，在上海音乐学院任教。曾在国内外举办60多场独唱音乐会。
培养的学生有邓容、王喆、吴娜、方瑶、敖长生、李炜鹏、蒋倩茹、扎西顿珠、金瑶、陈家坡、王梓庭、李佳蔚、方书剑等。